# Сванетський хребет
Сванетський хребет (груз. სვანეთის ქედი) — гірський хребет на північному заході Грузії. Назва походить від сванів — субетнічної групи грузинів на заході країни
Це передовий хребет південного схилу гірської системи Великий Кавказ. Сванетські гори проходять уздовж кордону між регіонами Рача-Лечхумі та Квемо Сванеті і Самегрело-Земо Сванеті. Також хребет служить вододілом між басейнами річок Інгурі та Цхенісцкалі. Його довжина сягає 85 км. Найвищою вершиною є гора Лайла висотою 4008 м. Хребет складений кварцитами і глинистими сланцями. Починаючи з висоти 2600 м схили усипані снігом. Площа льодовиків становить близько 30 км². На схилах росте субальпійська і альпійська рослинність. Підніжжя хребта покрите лісами з бука, ялини та ялиці.
Сванетский хребет розділяє Верхню і Нижню Сванетію. Верхня — це високогірна мальовнича долина, відома не тільки розкішними гірськими пейзажами, а й архітектурними пам'ятками. Тут ще збереглися вежі IX—XII століть і кам'яні православні церкви.